# جونكو إيواو
جونكو إيواو (岩男潤子 إيواو جونكو) هي مؤدية أصوات يابانية ولدت في 18 فبراير 1970 في بيبو، أويتا.

## أدوارها في الأنمي

### مسلسلات أنمي تلفزيونية
- نيون جينيسيس إيفانجيليون - هيكاري هوراكي
- كارد كابتور ساكورا - تومويو دايدوجي
- الفتاة الساحرة مادوكا ماجيكا - كازوكو ساوتومي
- روميو x جولييت - أوفيليا، الدوق مونتاجيو (أيام الطفولة)
- موشيشي - ستسو
- لاكي ستار - والدة مينامي إيواساكي
- جيغوكو شوجو فوتاكوموري - هونامي تشيواكي
- ووركينغ'!! - هارونا أوتو
- ووركينغ!!! - هارونا أوتو
- الحب متلازمة الصف الثامن وأوهام أخرى - والدة ريكا تاكاناشي
- ديفل ليدي - جون فودو
- هنتر x هنتر (2011) - كيكيو زولديك

### أوفا أنمي
- تيلز أوف فانتازيا ذي أنيميشن - مينت أدنيد
- كي ذا ميتال آيدول - توكيكو ميما

### أفلام أنمي
- إيفانجيليون: الموت والبعث - هيكاري هوراكي
- إيفانجيليون: 1.0 أنت (غير) وحيد - هيكاري هوراكي
- إيفانجيليون: 2.0 أنت (لا) تستطيع التقدم - هيكاري هوراكي
- الفتاة الساحرة مادوكا ماجيكا: حكاية البداية - كازوكو ساوتومي
- الفتاة الساحرة مادوكا ماجيكا: حكاية الأبدية - كازوكو ساوتومي
- X - كوتوري مونو
- الحب متلازمة الصف الثامن وأوهام أخرى! تيك أون مي - والدة ريكا تاكاناشي
- كارد كابتور ساكورا: ذا موفي - تومويا دايدوجي
- كارد كابتور ساكورا ذا موفي: ذا سيلد كارد - تومويا دايدوجي

## أدوارها في ألعاب الفيديو
- تيلز أوف فانتازيا - مينت أدنيد
- تيلز أوف فرسس - مينت أدنيد

## وصلات خارجية
- جونكو إيواو على موقع IMDb (الإنجليزية)
- جونكو إيواو على موقع ميوزك برينز (الإنجليزية)
- جونكو إيواو على موقع أول موفي (الإنجليزية)
- جونكو إيواو على موقع ديسكوغز (الإنجليزية)
- جونكو إيواو على موقع قاعدة بيانات الفيلم (الإنجليزية)
- جونكو إيواو على موقع ANN person (الإنجليزية)